# (11777) Hargrave
(11777) Hargrave (3526 T-3) – planetoida z pasa głównego asteroid okrążająca Słońce w ciągu 3,7 lat w średniej odległości 2,39 j.a. Odkryta 16 października 1977 roku.